# 쓰루사키시
쓰루사키시(鶴崎市)는 오이타현에 설치되었던 시이다. 현재의 오이타시에 해당한다.